# Het herdersjongetje
Het herdersjongetje is een sprookje uit Kinder- und Hausmärchen, de verzameling van de gebroeders Grimm, met als nummer KHM152. De oorspronkelijke naam is Das Hiertenbüblein.

## Het verhaal
Een herdersjongetje is beroemd om zijn wijze antwoorden en de koning van het land laat hem voor zich verschijnen. Hij zal als zijn kind beschouwd worden als hij drie vragen kan beantwoorden. Hoeveel druppels water zitten er in de wereldzee is de eerste vraag. Het herdersjongetje wil dat de koning dan eerst de rivieren laat afdammen, zodat er geen water bij zal komen als hij telt. De tweede vraag is: hoeveel sterren staan er aan de hemel en het jongetje vraagt een wit vel en zet er kleine stipjes op. Hij zegt dan dat er evenveel stipjes op het papier staan als dat er sterren zijn. Niemand kan de stipjes tellen. De derde vraag is hoeveel seconden de eeuwigheid heeft. Het herdersjongetje vertelt over de Diamantberg in Achter-Pommeren die één uur hoog, één uur breed en één uur diep is. Eén keer in de honderd jaar komt een vogeltje om zijn snaveltje eraan te slijpen en als de hele berg is afgeslepen, dan is de eerste seconde van de eeuwigheid voorbij. De koning neemt het jongetje op in het koninklijk paleis.

## Achtergronden bij het verhaal
- Het sprookje komt uit Beieren via Ludwig Aurbacher.
- Verhalen over kosmische vragen zijn heel oud en komen in het Oosten en Westen voor.
- Dit sprookje doet denken aan De verstandige boerendochter (KHM94), waar een slim boerenmeisje altijd antwoord weet.
- Een opgegeven raadsel was vroeger meer dan amusement, denk ook bijvoorbeeld aan het Bijbelverhaal over Simson en de Odinsvraag. Het raadsel speelt een grote rol in Vafþrúðnismál (het lied van Vafthrudnir uit de Edda). Het speelt ook in andere sprookjes een rol, zoals in Het raadsel (KHM22), Repelsteeltje (KHM55), De verstandige boerendochter (KHM94), Dokter Alwetend (KHM98), De volleerde jager (KHM111), Het snuggere snijdertje (KHM114), De duivel en zijn grootmoeder (KHM125), De zes dienaren (KHM134) en Raadselsprookje (KHM160). Zie ook Het raadsel, een volksverhaal uit Suriname.